# Armisticio de Focșani

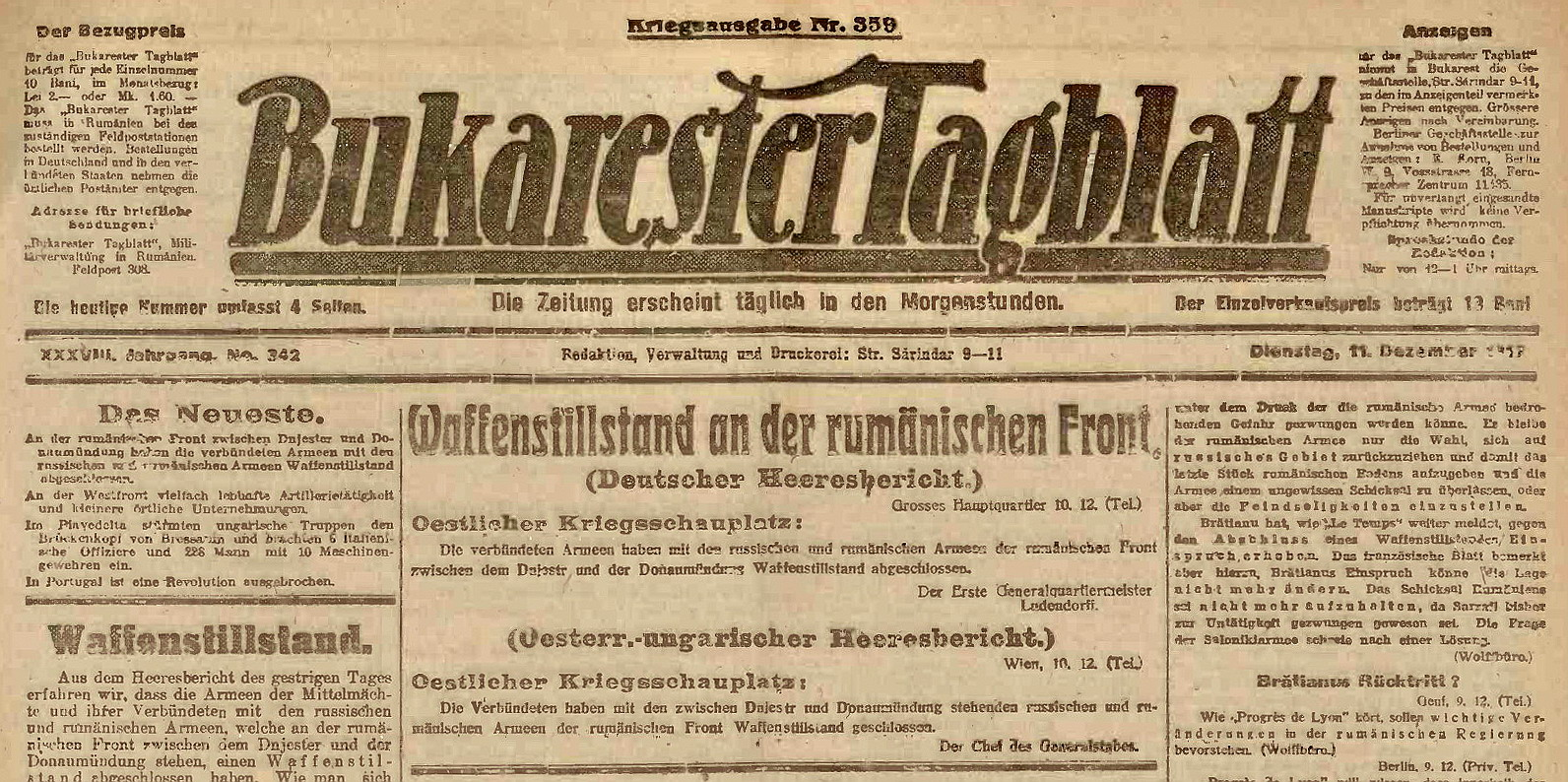
Anuncio del armisticio.

El Armisticio de Focșani fue el nombre que recibió el alto el fuego acordado por los Imperios centrales y el Reino de Rumanía el 9 de diciembre de 1917 en la población rumana homónima, que precedió a la paz entre las dos partes, consignada en el Tratado de Bucarest del 7 de mayo de 1918.

## Antecedentes
La agudización del proceso revolucionario en Rusia preocupaba a los mandatarios rumanos, que dependían tanto de las divisiones rusas como del armamento francobritánico que les llegaba a través de Rusia para sostener el frente. La propuesta de paz del nuevo Gobierno soviético ruso surgido de la Revolución de Octubre les sumió en la desesperación. Los Gobiernos aliados occidentales insistieron en que los rumanos se mantuviesen en el conflicto, pero tanto a los embajadores de la Entente en Iaşi como al jefe de la misión militar francesa, el general Henri Mathias Berthelot y a los responsables políticos y militares rumanos, les pareció inviable. La retirada a Besarabia y Ucrania que exigía el primer ministro francés Georges Clemenceau exigía unas vías de comunicación y una logística (alojamiento, víveres, abrigo en el duro invierno de la región) que no existían.

## Negociaciones y tregua
El general ruso al mando del frente rumano, Dmitri Shcherbachov, optó el 3 de diciembre por solicitar un armisticio al enemigo. Para entonces ya no controlaba a sus unidades y ese mismo día habían comenzado las negociaciones entre los Imperios centrales y el Gobierno soviético. El primer ministro rumano, Ion Brătianu, obtuvo el acuerdo de los mandos militares y de los embajadores de la Entente para participar en la petición de Shcherbachov. Este propuso tratar con los representantes enemigos en la localidad rumana de Focșani. El 4 de diciembre se dio orden a las unidades rumanas de que cesasen toda operación. Las negociaciones comenzaron el día 7 y concluyeron con un acuerdo dos días después, el día 9.
El rápido acuerdo, alcanzado porque todas las partes deseaban pactar cuanto antes, permitió a los rumanos disponer de tropas para ocupar la vecina Besarabia. El alto el fuego precedió a la posterior firma de la paz el 7 de mayo de 1918.